# Epiophlebia superstes
Epiophlebia superstes is een libellensoort uit de familie van de Epiophlebiidae, onderorde Anisozygoptera (oerlibellen).
Ze komt alleen voor in Japan, en werd in 1889 voor het eerst wetenschappelijk beschreven door Selys.